# Nagy Mihály (unitárius püspök)
Kövendi Nagy Mihály (? – 1692. október 9.) unitárius lelkész, erdélyi magyar unitárius püspök 1691-től a következő évben bekövetkezett haláláig.
Háromszéki esperes és árkosi lelkész volt, aki 1671-ben került Dersre, ahol udvarhelyszéki esperessé és egyházi főjegyzővé nevezték ki. Később Kolozsvárra került, 1691-ben pedig unitárius püspökké választották. Az ő idejében tört Erdélybe Thököly Imre, illetve alatta kezdődtek meg 1692-ben az egyezkedések a négy erdélyi úgynevezett bevett vallás hívei között Szebenben és Kolozsvárott.
Nagy Mihály alig egy évnyi püspökség után hunyt el 1692-ben.